# 漢諾威 (麻薩諸塞州)
漢諾威（英語：Hanover）是一個位於美國麻薩諸塞州普利茅斯縣的鎮。

## 人口
根據2020年美國人口普查的數據，漢諾威的面積為40.70平方千米，當中陸地面積為40.40平方千米，而水域面積為0.30平方千米。當地共有人口14833人，而人口密度為每平方千米364人。